# 威廉·戈德温
威廉·戈德温（英語：William Godwin，1756年3月3日—1836年4月7日），英国记者、政治哲学家、小说家。他被认为是功利主義的最早解释者之一和无政府主义的现代倡导者之一。以其在1793年一年內连续發表的攻擊當時政治制度的《政治正義論》和攻擊貴族特權的《凯莱布·威廉斯传奇》（同時也是最早的懸疑小說）知名，他也因此在1790年代的倫敦激進主義者圈子中迅速出名。他一生中在小说、历史和人口学等方面著作颇丰。
在隨後的保守主義和激進主義的衝突中，戈德温因與女權作家玛丽·沃斯通克拉夫特結婚（1797年）并在瑪麗死後寫了一部很直白的傳記而受到抨擊。女儿瑪麗·雪萊是《科學怪人》一书的作者，后来嫁给了英国诗人珀西·比希·雪莱。戈德温后来娶了第二任妻子瑪麗·簡·克萊爾蒙特，同時创立了少年图书馆，一个能够让他的家族为后人出版作品并且能够翻译和出版其他作品的机构。戈德温对英国的文学界和文学文化有着举足轻重的影响。

## 早年生活
戈德温生于剑桥郡伊利岛的維斯貝希，是约翰·戈德温和安妮·戈德温之子。他的双亲是严厉的加爾文主義教徒，家庭在当时属于中产。戈德温在家里十三个孩子中排行第七。戈德温母亲的家庭曾十分富裕，她的父亲是一位知名的商人，参与了波罗的海的贸易，但她的舅舅挥霍掉了大量的家产。戈德温的父亲是一位诺福克郡不信奉国教的新教牧师。戈德温的父亲英年早逝，对戈德温的关心也不够。而戈德温和母亲尽管在诸多领域有意见上的分歧，但母子的感情依然十分要好。
戈德温早年在霍顿学院学习神学知识，他的老师包括传记作家安德鲁·科皮斯和《百科全書；或藝術與科學通用字典》的作者之一的亚伯拉罕·瑞斯。11岁那年，他被当时的桑德曼派的神职人员塞缪尔·牛顿收为他唯一的徒弟。戈德温评价塞缪尔是“一位著名的北方教徒，在加尔文将一百个人中的九十九个人定罪后，他会策划一个计划在一百个加尔文追随者中也定罪九十九人”。
之后，戈德温追随他父亲的步伐在斯托馬基特和比肯斯菲尔德的韦尔当了一名基督教会长。在韦尔，戈德温遇到了帮助他促成思想的英国共和主义诗人约瑟夫·福西特。1782年，戈德温来到伦敦，名义上他仍然是一个基督教会长，但他的内心希望通过笔杆不受束缚地重塑当时的英国社会。在伦敦，他学习并接受了百科全书派的规范，但他的唯一目的仍然是推翻一切政治、社会和宗教性的机构。戈德温同时秉持着冷静的讨论是推动每一次变革的唯一必要条件的理念，事实上在他一生之中他从未使用过任何暴力形式的手段。

## 早年写作生涯
戈德温最早使用匿名发表了《查塔姆勋爵的一生》（Life of Lord Chatham，1783年），而用真名发表的第一部作品是《历史素描》（Sketches of History，1784年）。在《历史素描》中，戈德温通过用正统加尔文宗的笔触（尽管他当时已经是无神论者了）描写亞倫、哈薛和耶稣来阐明他的“上帝自己没有权利成为暴君”这一观点。受安德鲁·科皮斯启发，他于1785年开始写作《新年鉴》及其他著作，同时发表了三部现已断传的小说。他对于《新年鉴》的主要贡献为其中描述英国内外事务的英国史素描部分。戈德温在写作的同时加入了“革命党人”俱乐部，并与同为俱乐部成员的查尔斯·斯坦厄普伯爵、约翰·霍恩·图克、托马斯·霍尔克罗夫特等人有交情。

## 与玛丽·沃斯通克拉夫特的婚姻

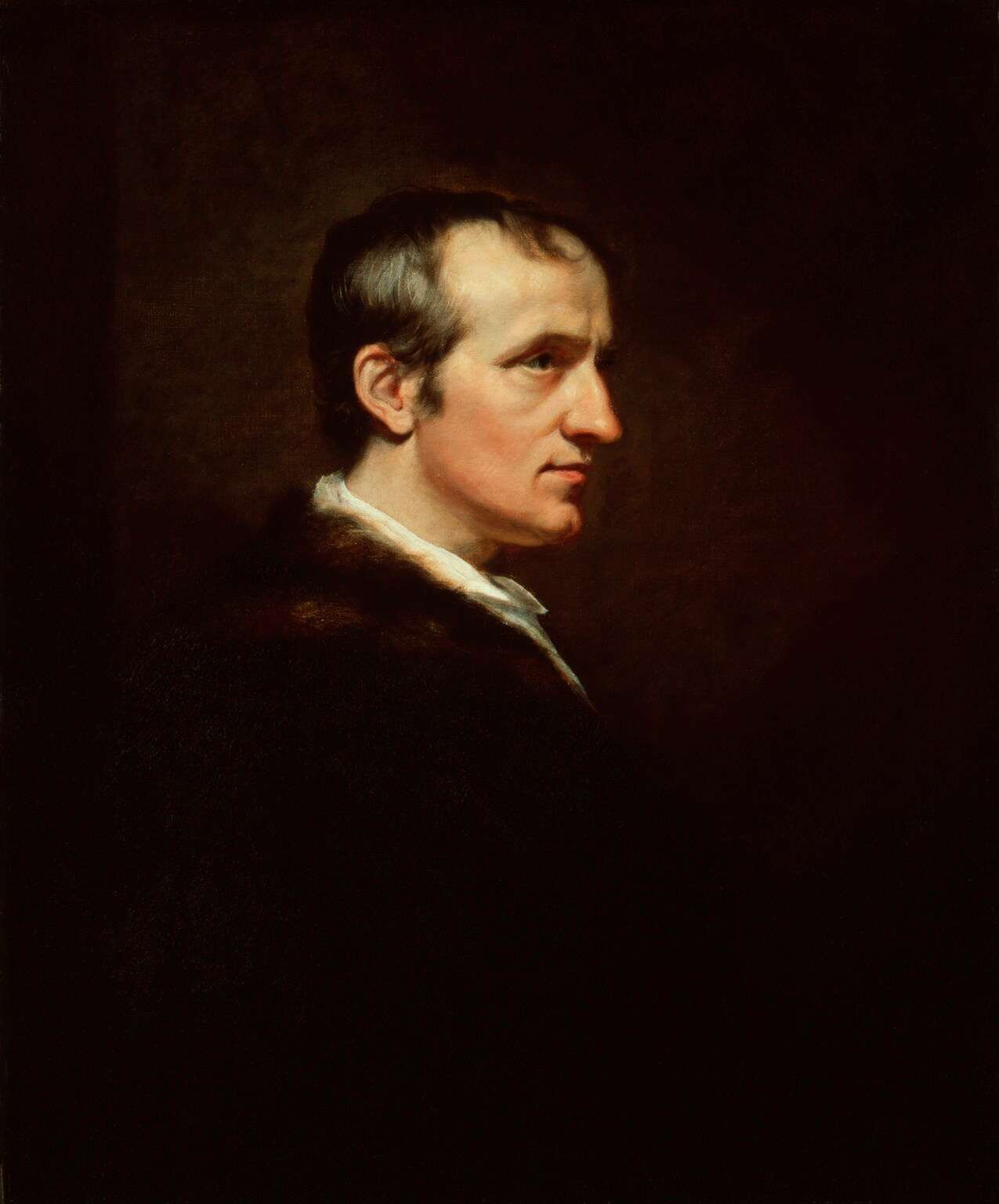
《威廉·戈德温》油画，由詹姆斯·诺斯古德 (画家)作于1802年，现藏于國家肖像館

戈德温与玛丽·沃斯通克拉夫特第一次相遇是在他们共同的出版商的家里。当时约瑟夫·约翰逊当时正在为他的另一位作家托马斯·潘恩举行晚宴，戈德温多年后回忆道，在那个晚上，他很少听到潘恩的声音，而听到沃斯通克拉夫特的声音太多；这次晚宴之后，戈德温有许多年没再见到沃斯通克拉夫特，在这段时间里，沃斯通克拉夫特去了法国，亲眼目睹了法国大革命，并与一位名叫吉爾伯特·伊姆利的美国探险家有了一个名为范妮·伊姆利的孩子。由于伊姆利商业事务繁忙，沃斯通克拉夫特跟随他一起去了斯堪的纳维亚，并在不久之后出版了一本以这次航行为基础的书。戈德温读了这本书，后来写道：“如果有一本书能让一个男人爱上它的作者，在我看来就是这本书”。
当戈德温和沃斯通克拉夫特在1796年再一次见面时，他们对彼此的尊重很快就发展为友谊、性吸引和爱情。沃斯通克拉夫特怀孕后，他们决定结婚，这样他们的孩子才会被社会认为是合法子嗣。不过这场婚姻也暴露出沃斯通克拉夫特从未与伊姆雷结婚的事实，因而许多朋友与二人断交。此外由于戈德温在《政治正义论》中主张废除婚姻，他也因此受到了更多的批评。1797年3月29日，二人于圣潘克拉斯老教堂完婚，之后搬到了苏默斯镇上两间相邻的屋子中以保证两人的独立性；他们经常通过仆人传递的纸条进行交流。
玛丽·雪莱于1797年8月30日生于苏默斯镇，也是二人唯一的子嗣:5。戈德温曾希望沃斯通克拉夫特生一个儿子，并打算给孩子取名为“威廉”。1797年9月10日，沃斯通克拉夫特死于产后并发症，从各方面来看，这都是一段短暂但幸福而稳定的关系。现在，直到几个月前还是单身汉的戈德温，因为失去了他一生的挚爱而心烦意乱。同时，他还要负责照顾这两个年轻的女孩，刚出生的玛丽和刚学会走路的范妮。
戈德温在玛丽三岁时去爱尔兰旅行，同时将两个女儿交给詹姆斯·马歇尔照顾。戈德温在书信中的语气显示了他对她们的关心以及他对予两个女儿安全感的重视。“现在我该为我可怜的小女儿说些什么呢？我希望她们没有忘记我。我每天都在想她们，如果风向更好的话，我应该很高兴能从都柏林到波利贡给她们一个吻……我还没有像现在一样如此的喜爱和为两个女儿考虑过”。
1800年12月，他创作的戏剧《安东尼奥，或士兵的回归》在德魯里巷皇家劇院上演，但反响寥寥。

## 第二段婚姻与少年图书馆
1801年，戈德温与他的邻居玛丽·简·克莱尔蒙特再婚。玛丽把自己的两个孩子（查尔斯和克莱尔）带进了这个家。传记作家亨利·诺埃尔·布雷斯福德在1913年写道“她（指简·克莱尔蒙特）是一个粗俗而世俗，十分平常的女人，而且喜欢夸耀自己对哲学的一无所知”。虽然范妮最终适应了与克莱蒙特一起生活，但玛丽与继母的关系却很紧张。玛丽写道，“至于戈德温夫人，每当我提到她时，就会产生一种非常类似于厌恶的感觉”:200、“一个我十分反感的女人”。
1805年，戈德温夫妇成立了一家兼有商店和出版社职能的机构，并将其命名为少年图书馆，这一机构在儿童文学史上具有重要意义。戈德温随后用假名爱德华·鲍德温所写的，关于《圣经》和古典历史的儿童启蒙读物，以及一个版本的傑克與豌豆和为他的作品做插图的爱尔兰艺术家威廉·马尔雷迪的一部传记皆通过其发表。他们通过少年图书馆进一步协调好了家庭关系，同时又出版了玛丽·沃斯通克拉夫特的得意门生玛格丽特·金的第一本书。自玛格丽特的书出版后，他们再出版的著作从未绝版过，例如查爾斯·蘭姆和瑪麗·蘭姆的《莎士比亞戲劇故事集》。戈德温一家人同样通过少年图书馆翻译并出版一些欧洲大陆的著作，如《海角一樂園》的英文第一版就是通过少年图书馆编辑并出版的。几十年来，少年图书馆一直是戈德温一家的经济支柱。
1807年，他的悲剧主题戏剧《福克纳》在皇家德鲁里巷剧院演出，但人气远不如他早期的戏剧。

## 晚年生活
戈德温晚年在国库收据的办公室担任管理员和接待员的闲职，同时被钦赐了一间威斯敏斯特宫的独立房间。
戈德温的晚年期盼他女儿的支持和安慰。在他养大的五个孩子中，有两个已经先他而去，还有两个生活在国外。玛丽回应了他的期望，她一直照顾他直到他于1836年去世。

## 著作与思想

### 《政治正义论》与《凯莱布·威廉斯传奇》
1793年，在法国大革命如火如荼的时候，戈德温发表了他的政治学巨著《政治正义论――论政治公正性及其对现代道德观和价值观的影响》。这本书的第一部分的思想理念大致与埃德蒙·伯克在《为自然社会辩护：检视人类遭遇的痛苦和邪恶》一书中的理念相仿 – 从无政府主义角度批判政府存在的必要性。剩余部分则是戈德温对于一个无政府主义（或是小政府主义）社会如何运作的推想。《政治正义论》在当时极具影响力，戈德温也成为了继埃德蒙·伯克、托马斯·潘恩后又一位因法国大革命知名的英国作家。在当时的很多人看来戈德温的思想和著作是介于伯克和潘恩两种极端思想之间的一种中间思想。当时的英国首相小威廉·皮特有句名言称没有必要审查这本书，因为1英镑以上的价格对普通英国人来说太贵了，买不起。然而，当时众多的通讯协会在集资购买《政治正义论》后或直接在会员中传阅，或直接读给不识字的会员听以传播这本书中的观念。最终，该书卖出了4000多本。
戈德温抓住了他在《政治正义论》中名声大震的机会，出版了他的第二部同样知名的作品，《凯莱布·威廉斯传奇》。《凯莱布·威廉斯传奇》是一部小说，讲述了一个仆人发现了他的贵族主人福克兰的一个黑暗的秘密，并因此而被迫逃离的故事。这本书基本上被认为是第一部悬疑小说。戈德温曾诙谐地表示这本书十分让人入迷，有些读者在一个晚上就读完了他花了一年多时间写的东西。书中最重要的一点是对当时英格兰和威尔士的司法制度的描写，以及对国内间谍活动的预见性描述。他在这本书中的叙事手法亦被认为影响深远。戈德温在一开始先叙述最终的结果——凯莱布被福克兰派来的人追杀，之后再引出具体的故事情节。后世的查尔斯·狄更斯和艾伦·坡都对戈德温的叙事手法有着较高的评价。

### 其他政治著作
1794年，小威廉·皮特为压制当时的政治激进运动抓捕了超过30名激进派成员，并试图将其中多数人判为叛国，其中包括追随戈德温的托马斯·霍尔克罗夫特等英国雅各宾派成员。为回应这一事件，戈德温写下了《1794年10月2日，民訴法庭首席大法官艾尔勋爵对大陪审团提出的控诉的严厉批评》（Cursory Strictures on the Charge Delivered by Lord Chief Justice Eyre to the Grand Jury, 2 October 1794）一书。在该书中戈德温有力地辩称，检方的“推定叛国”概念允许法官将任何行为解释为叛国。这本书为雅各宾派最终被宣判无罪的重大胜利铺平了道路。
然而，在1798年前后戈德温的名声亦被保守派媒体所抹黑，其中部分原因是他选择为已故的妻子玛丽·沃斯通克拉夫特写了一本十分直白的传记，《女權辯護作者傳》。这本书中包含了玛丽两次自杀未遂的经历，以及她在和戈德温确立关系前与美国冒险家吉爾伯特·伊姆利的婚外情，这段婚外情最终让玛丽生下了范妮·伊姆利。
然而戈德温在生活中是一个十分固执己见的人，因此在这之后的三十年内他都选择隐姓埋名的继续生活，而非与保守派妥协。然而这本传记还是影响了一代作家：雪莱在1810年至1820年间曾多次阅读这本传记，再后来的彼得·阿列克谢耶维奇·克鲁泡特金也常阅读这本传记。《政治正义论》最终与约翰·弥尔顿的《论出版自由》和让-雅克·卢梭的《爱弥儿》一并成为了无政府主义和自由意志主義领域的重要著作。

### 对政治正义的诠释
戈德温认为政治正义一词代表“将任何道德和真理的原则采用到社会的实践中”，所以这项工作是对社会，政府和道德原则的探究。多年来戈德温始终认为君主制将不可避免地导致腐败，并由此他的思想从最初希望构建一个仅有最基本权能的政府逐渐演变为了“政府因其性质，终将压制人类心智提升”的反國家主義，这种反国家主义被后世认为是一种无政府主义。
戈德温相信人类的完美性，因此他也不相信存在先验的准则和生来的做恶倾向，他认为“我们的美德和罪恶都可以追溯到构成我们生活的一举一动，如果我们能从一举一动开始拒绝每一种不正当的行为，人类就能够消灭世上一切的罪恶”（our virtues and our vices may be traced to the incidents which make the history of our lives, and if these incidents could be divested of every improper tendency, vice would be extirpated from the world）。如果有一天，每个人都在做自己眼里看来正确的事——而不是被其他人掌控着做他们想做的事时，那么每个人实际上也在做对社会最有利的事，因为那时所有人的做事原则都将是纯粹的理性。
戈德温的乐观主义与他强烈的经验主义相结合，共同支撑着戈德温的信念：人类的邪恶行为完全受社会条件的腐蚀所影响，因此改变这些条件可以消除人类的邪恶。这种信念与他的妻子玛丽·沃斯通克拉夫特关于妇女的缺点是由于她们在成长过程中受到的挫折的想法不谋而合。
彼得·阿列克谢耶维奇·克鲁泡特金谈到戈德温时称“戈德温对财富问题看法是：每个人‘对每一种能够有助于人类利益的物质’的权利必须只由正义来调节，即物质必须给‘最需要它的人’。所以他的结论实际上是共产主义”。

### 与马尔萨斯的争论
1798年，托马斯·罗伯特·马尔萨斯在《人口論》一书中回应了戈德温的“社会完美性”观念。马尔萨斯在著作中称人口在富足的时候会倾向于增加，只有食物短缺、疾病或战争等原因造成的困境才会阻止人口增长。因此，在他看来，当一个社会的人——或至少是最贫穷的那部分人没有遭遇困境前，人口总是要增长的。因此，马尔萨斯认为贫困是一种不可避免的社会现象。
现在就暂且假设戈德温的美丽的平等制度，得在最纯粹的形式上实现，来观察这困难，会怎样迅速地压迫到这完全的社会制度上来罢……我们且假设，这岛国除去了一切贫穷与罪恶的原因。战争消灭了，竞争亦消灭了。不卫生的职业及工厂不存在了。群众不再为朝廷的阴谋，为商业，为放纵的满足，而麇集于疫疠丛生的大都市了……每一个屋子，都是清洁的，空气流通的，十分广阔的，住在卫生的位置上……农业上的必要劳动，很适当的由一切人分担。人数及生产物，假设在这岛国现在，恰好相等。仁爱的精神，为至公不私的正义心所指导，使社会上一切人，按照各自的需要，而分配生产物……这种社会，既然这样异常奖励人口，人口减少的一切原因又被假设已经除去，其人数增加，自必较任何已知社会为迅速。

马尔萨斯接着写道，在这种理想条件下，可以想象人口每25年翻一番。然而，食物供应却不可能在即便50年内翻一番。因此，食物供应最终将变得不足以满足不断增长的人口，然后：
……自我保存的有力法则，驱逐尽了灵魂中的更温柔更高尚的情绪……谷物在未熟以前就割下来了，在不适当的比例下密藏起来了。堪称为虚伪的种种黑暗的罪恶，马上就会发生。有大家庭的母亲，已不复有生活品流到自己手上。因食物不足，孩童患病了……戈德温以为最恶的人的原始罪恶，应归因于人类制度之腐败。但这种人类制度，在这场合，是没有了。公众的善与私人的善，不再互相对立了。理性指定了要留归公众的利益，不再发生独占。没有一个人，受驱策于不公正的法律，而扰乱秩序了。仁爱心已在一切人心中，树立了支配权。然而只要经过50年那样短期间，使现社会状态堕落的暴行，压迫，虚伪，贫穷，各种可恶的罪恶，以及各种形式的困穷，就会由最急迫的事情，由人性中内在的绝对与人为法规无关系的法则，再生出来。
在《政治正义论》一书中戈德温承认，他所设想的生活水平的提高可能会造成人口压力，但他提出了一个明显的解决方案来避免困境：“可以通过规划人类行动结构的变化——如果不是人性的变化来解决这个问题，具体来说，就是通过发展文娱事业使性的欲望黯然失色”。马尔萨斯在一开始1798年版本的《人口论》中认为这种可能的人性变化根本不会发生。但在第二版和随后版本的《人口论》中马尔萨斯改变了想法，他写道，广泛的道德约束，比如推迟结婚和婚前独身（性禁慾），可以降低人口增长的速度，但最后的结局无法避免。戈德温还认为，新技术会一定程度上促进未来人性的变化，使未来的人类的智力更为发达。他推断，技术的不断进步将导致个人花在生产和劳动上的时间减少，从而有更多的时间用于发展“他们的智力和道德能力”。戈德温认为这种道德能力的改善将抑制人口的增长。戈德温描绘了一个乌托邦社会，在该社会中，社会达到可持续发展的水平，其中的人进行“自愿共产主义”。

1820年7月，戈德温发表了《关于人口：关于人类数量增长力量的调查》（Of Population: An Enquiry Concerning the Power of Increase in the Numbers of Mankind）作为对马尔萨斯在《人口论》中文章的反驳。戈德温的主要论点是反对马尔萨斯关于人口趋向于指数增长的观点。戈德温认为，如果人口每25年翻一番（如马尔萨斯所断言的那样，美国由于资源广阔所以人口翻了一番），考虑到儿童死亡的速度，每对已婚夫妇至少要生育八个孩子。戈德温本人的父母生育了包括戈德温本人在内的十三个孩子，但戈德温没有观察到他那个时代的多数夫妇会去生育八个孩子。因此他得出结论：
实际上，如果我拿起笔来的目的不是要驳斥马尔萨斯先生书中的所有错误，不是要努力介绍其他更令人振奋、更有利于人类最佳利益、更能抵御罪恶和苦难侵袭的原则，我可能会在这里放下笔结束论证。如果马尔萨斯从任何一个国家（除北美的美国外）拿出一份婚姻和出生登记册，其中显示平均每对夫妇会在婚后生育八个孩子，那么我才会承认他的指数增长理论。

### 对长生不老的兴趣
在《政治正义论》的第一版中，戈德温在书中描写了一些赞成“尘世不朽”（earthly immortality，现在叫做长生不老）可能性的论据，但后来的版本中再无对这个问题的探讨。虽然相信这种可能性与他关于完美性和人类进步的哲学是一致的，但当他意识到这可能会使他的其他观点失去可靠性时，他可能因为政治上的权宜之计而放弃了这个论题。戈德温在他的哥特小说《圣莱昂》中探讨了生命延續和长生不老相关的话题。该小说在1799年出版时很受欢迎（而且臭名昭著），但现在已被大多数人所遗忘。《圣莱昂》可能为他女儿的小说《弗兰肯斯坦》提供了灵感。

## 擴展閱讀
- Gagliano, G. Utopia e antagonismo politico. Nella riflessione di Gerrard Winstanley e William Godwin, Roma (2013): Aracne ISBN 978-88-548-6453-5
- Marshall, P.,William Godwin, London & New Haven (1984): Yale University Press ISBN 978-0-300-03175-1
- Marshall, P. (ed.) The Anarchist Writings of William Godwin, London (1986): Freedom Press ISBN 978-0-900384-29-5
- McElroy, Wendy. . Hamowy, Ronald  (编). . Thousand Oaks, CA: SAGE; Cato Institute: 211. 2008. ISBN 978-1-4129-6580-4. LCCN 2008009151. OCLC 750831024. doi:10.4135/9781412965811.n126. （原始内容存档于2020-09-30） 使用|archiveurl=需要含有|url= (帮助). |chapter=被忽略 (帮助);
- Mukherjee, S. & Ramaswamy S. William Godwin: His Thoughts and Works New Delhi (2002): Deep & Deep Publications ISBN 978-81-7100-754-7
- Stephen, Leslie. .  3. London: Duckworth & Co. 1902: 119–164.
- Newton, A. Edward. . . Boston: The Atlantic Monthly Press. 1918: 226–248.
- Riggenbach, Jeff. . Mises Daily. 6 May 2010  [2014-09-13]. （原始内容存档于2014-09-14）.
- St Clair, William. The Godwins and the Shelleys: The biography of a family. New York: W. W. Norton and Co., 1989. ISBN 0-8018-4233-6.
- Sunstein, Emily. A Different Face: the Life of Mary Wollstonecraft. Boston: Little, Brown and Co., 1975. ISBN 0-06-014201-4.
- Tomalin, Claire. The Life and Death of Mary Wollstonecraft. Rev. ed. 1974. New York: Penguin, 1992. ISBN 0-14-016761-7.
- Wardle, Ralph M. Mary Wollstonecraft: A Critical Biography. Lincoln: University of Nebraska Press, 1951.

## 外部連結
- William Godwin's Diary
- William Godwin
- Works of William Godwin （页面存档备份，存于） at eBooks@Adelaide（页面存档备份，存于）
- William Godwin的作品  - 古騰堡計劃
- 互联网档案馆中威廉·戈德温的作品或与之相关的作品
- 來自威廉·戈德温的LibriVox公共領域有聲讀物
- Letters and artefacts associated with Godwin at the Bodleian Library's Shelley's Ghost online exhibition
- 英國國家檔案館里相關的資料 威廉·戈德温
- 英國國家肖像館中的William Godwin肖像
- 在Find a Grave上的威廉·戈德温